# Ставничий Анатолій Станіславович
Ставничий Анатолій Станіславович (1939—2017) — заслужений журналіст України, генеральний директор Запорізької обласної телерадіокомпанії (1983—2006).

## Біографія
Ставничий Анатолій Станіславович народився 28 вересня 1939 року в селі Балки Барського району Вінницької області. Віхи життєвого шляху: навчання в Балківскій семирічній, Барській середній школах, далі - Київський гірничо-будівельний технікум, робота за фахом на Львівщині, військова служба, факультет журналістики Київського державного університету ім. Т. Г. Шевченка.
Професійну журналістську діяльність розпочав 1967 року літературним працівником в редакції газети «Запорізька правда». Через рік Анатолій Ставничий був відряджений до робочої групи з підготовки тому «Історії міст і сіл УРСР. Запорізька область». Він є одним з авторів ряду нарисів цього енциклопедичного видання. Того ж року у видавництві «Промінь» (Дніпропетровськ) виходить у світ його історико-економічний нарис «Коровай Верхньої Терси» з низкою розповідей про видатних хліборобів цього гуляйпільського села. Тоді ж спільно з головою колгоспу І. М. Скоромним готує до друку книгу «Передові господарства України. Колгосп імені Леніна», яка була видана у Дніпропетровському видавництві «Промінь» у 1972 році.
1971 рік відкриває нову сторінку у творчому житті Анатолія Ставничого — його запрошено на посаду головного редактора студії телебачення Запорізького телерадіокомітету (згодом телерадіокомпанії — ЗОДТРК). Відтоді розвиток телебачення і радіомовлення в Запорізькій області стає сенсом життя Анатолія Станіславовича: цій справі він присвятив понад 40 років, з яких 23 — в якості генерального директора.
Місто Запоріжжя — є одним з «піонерів домашнього екрана» в Україні. Розвиток української телевізійної системи тільки-но розпочався: у 1951 році в Києві був побудований перший в Радянському Союзі телеретранслятор. За даними 1959 року, коли запорізька студія почала своє мовлення (її перший вихід в ефір відбувся 10 липня), в Україні було лише 11 потужних телерадіостанцій, а охоплення населення телебаченням складало лише 32%. Завдяки наполегливості фундаторів запорізької студії і дієвій підтримці місцевої влади Запорізький комітет вступив у телевізійний простір як повноцінна творча структура. Для порівняння: більшість обласних телецентрів України ще довгих 40 років залишалися лише ретрансляторами Українського телебачення (УТ).
В той час, коли А. Ставничий ступив на телевізійну стезю, яка межує між публіцистикою та кіномистецтвом, ця галузь перебувала в стадії активного пошуку свого обличчя, своїх жанрів, своїх форм спілкування з глядачем. Звичні нині телемости, прес-конференції і таке інше, у 1970-х роках були винаходом. Анатолій Станіславович — як головний редактор — здебільшого був автором або співавтором багатьох нових форм, як-от багатосерійні передачі «Соціальний портрет трудового колективу» (в співавторстві з І. Мащенком). Серіал швидко завоював популярність на республіканському екрані і з 1975 року на цілих 15 років отримав прописку на українському каналі: за окремим планом УТ цей формат готували всі обласні телерадіокомітети. Документальні фільми під рубрикою «Золоті зірки Запоріжжя» одразу трансформувалися на республіканському екрані в «Золоті зірки України», і їхня фільмотека склала понад 40 передач.
Під керівництвом генерального директора творчий колектив Запорізької телерадіокомпанії кілька разів ставав засновником не просто телевізійних, а й республіканських галузевих заходів, як-от: в галузі культури — дитячий конкурс естрадного мистецтва «Азовські вітрила», який проходив у Бердянську з 1996 року впродовж 18 років; в галузі освіти — конкурси знавців окремих наукових дисциплін, зокрема — мовних, в співробітництві з вищими учбовими закладами. Переможці таких змагань зараховувались у виші без вступних екзаменів.
Високу оцінку отримували актуальні, глибокі за змістом передачі запоріжців на Центральному телебаченні (СРСР) — вони звучали там кожного 2—3-го дня. Такого визнання фахової якості не мала жодна інша студія України.
Найвагоміший вплив на розвиток телебачення справляють новітні технології ефірного, кабельного, супутникового мовлення. Анатолій Ставничий завжди прагнув сам, а також націлював колектив іти на крок попереду науково-технічного прогресу, і в цьому його дієво підтримували колеги. Однак творчі можливості колективу дедалі стримувались відсутністю відповідних приміщень, новітнього обладнання та інженерно-технічного забезпечення. Перед керівництвом постали непрості завдання — побудова апаратно-студійного комплексу, забезпечення його технікою, кадрами. Шлях до вирішення цих проблем для структури, що належала до галузі культури та фінансувалася за залишковим принципом, виявився довгим і тернистим. Але за підтримки Держтелерадіо України, місцевих органів влади та вдалого керівництва усім процесом перебудови Анатолієм Ставничим цей шлях був успішно пройдений. Доцільно відзначити таку деталь: в Україні не було жодного закладу, який би проектував телевізійні павільони — специфічну і найбільш складну частину будови. Такий досвід мав лише один російський институт. Анатолій Станіславович за першою освітою був будівельником і тому пильно тримав у полі зору весь процес зведення студії. Разом з архітектором С. Прудким і своїм заступником з техніки Л. Цатенком він вивчив досвід багатьох ТРК, відвідав їхні студії і, зваживши всі «за» і «проти», надихнув фахівців на проект, який виявився новим словом в архітектурному вирішенні надзвичайного за рідкістю будівельного об'єкту.
1993 року новий апаратно-студійний комплекс став до ладу. Це і відкрило можливості для створення власних регіонального телеканалу «Запоріжжя» та ефірного радіоканалу «Радіо Запоріжжя FM». Таким чином за час керівництва ЗОДТРК А. С. Ставничим невеликий «острівець у телевізійному морі» з обсягом мовлення у 24 хвилини на добу з виходом на каналі УТ-1 запоріжці перетворили в один з перших в країні власний цілодобовий телеканал, який досяг найвищого показника в Україні: мережа охоплення — 80% глядачів області, а також низки районів Херсонської, Дніпропетровської та Донецької областей.

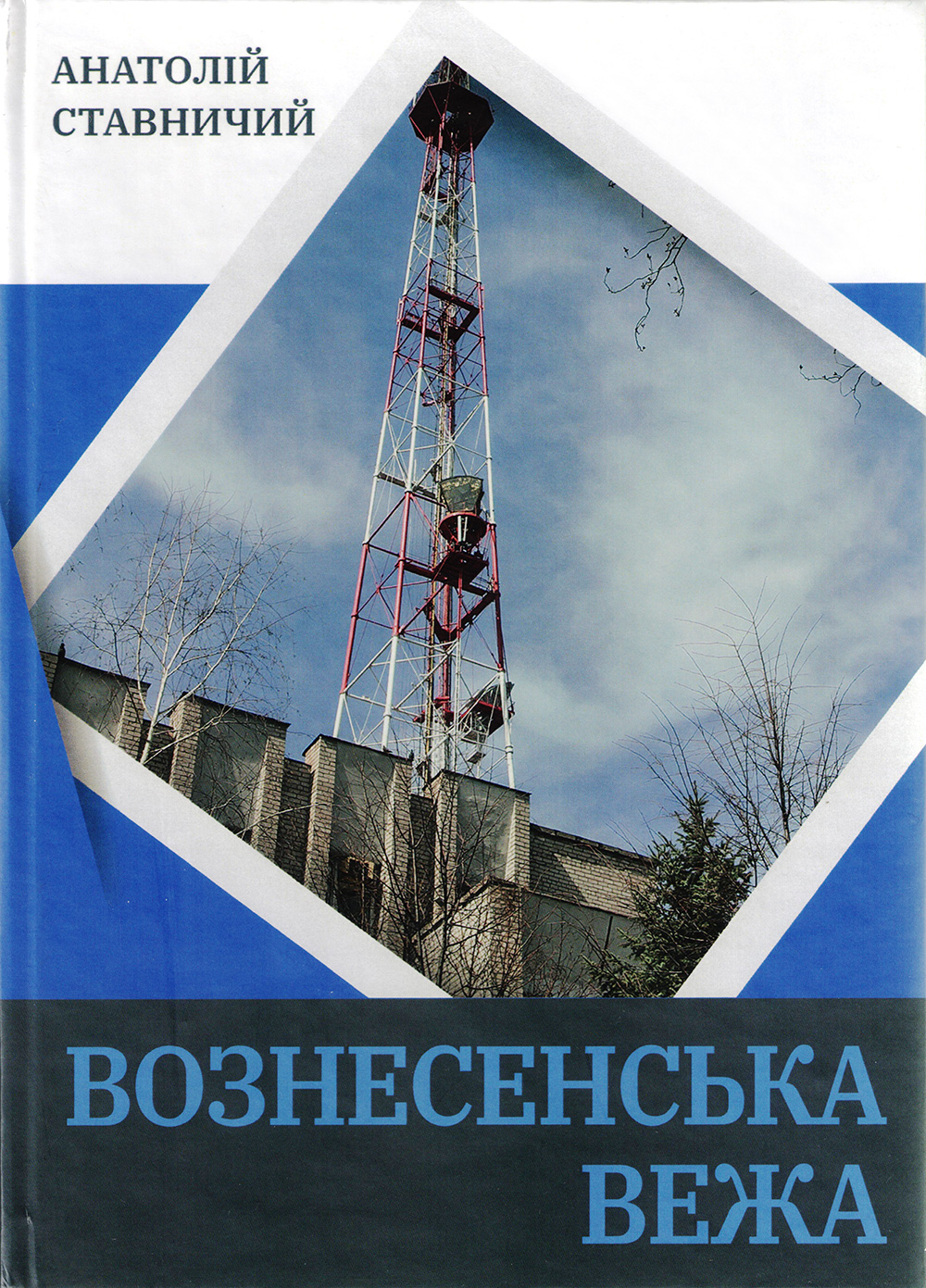
Книга Ставничий А.С., "Вознесеньська вежа", 2018

Впродовж 2004—2005 років завдяки черговому технічному переоснащенню ЗОДТРК — знову ж таки однією з перших — перейшла на цифрову технологію телевиробництва, що забезпечує сучасні стандарти якості програм.
З 1985 по 1991 роки Анатолій Ставничий тричі обирався депутатом Запорізької обласної ради народних депутатів.
Рушійною силою будь-якого виробничого прогресу були й залишаються люди. Це вони, співробітники всіх телевізійних професій і всіх поколінь, на чолі з талановитим керманичем створювали в студії вимогливу атмосферу творчості, були своєрідними засновниками запорізької школи телевізійної майстерності, відомої не тільки в Україні. Адже протягом десятиліть на всеукраїнських і міжнародних фестивалях запорізькі фахівці отримували найвищі нагороди. По-справжньому тріумфальним для них став фестиваль «Мій рідний край» у Криму 2000 року: обидві запорізькі передачі — і телефільм, і радіопрограма — отримали перші місця, а телерадіокомпанія — приз глядацьких симпатій. Того ж року міжнародна творча спільнота визнала А. С. Ставничого кращим керівником обласних електронних мас-медіа України.
Служіння мистецтву, яке народжувалося на очах цих людей, об’єднало в міцний, дружний колектив понад 350 чоловік, які спільними зусиллями долали вершини майстерності. Історія розвитку ЗОДТРК пройшла крізь серце Анатолія Станіславовича і крізь серця його колег, учнів, друзів. От чому вони попросили свого керівника, учителя написати книгу про нелегкий і водночас дорогий кожному шлях. Анатолій Станіславович дав назву своєму твору «Вознесенська вежа» — як через те, що передавальна вежа розташована на Вознесенській горі, а головне, тому що телебачення — то маяк для суспільства у вируючому житті. Книга «Вознесенська вежа» вийшла друком у 2018 році. З її сторінок читач дізнається, що вибором професії видатний український журналіст завдячує рідній Балківській школі на Поділлі.

## Нагороди
За сумлінну працю, вагомий внесок у розвиток українського телебачення і радіомовлення А. Ставничий відзначений Почесною грамотою Кабінету Міністрів України (1998), відзнакою Президента України — орденом «За заслуги» III ступеня (1999), отримав звання Заслужений журналіст України (2004), відзнаку Держтелерадіо України «За розвиток інформаційної сфери» третього і другого ступенів (2004, 2005), нагороджений орденом «За заслуги перед Запорізьким краєм» (2008).